# Dergué
Dergué, ou Dergé, Derge, Dêgê (tibétain : སྡེ་དགེ་, Wylie : sde dge), ou encore Genqing (chinois : 更庆镇 ; pinyin : gēngqìng zhèn), est un bourg du xian de Dêgê (dont il est le chef-lieu), dans la préfecture autonome tibétaine de Garzê dans la province du Sichuan en Chine.
Le bourg fut le siège du Royaume de Dergé, qui fonctionnait selon le système du tusi inféodé à l'empire chinois, dans le Kham (Tibet oriental).

## Culture

### Patrimoine

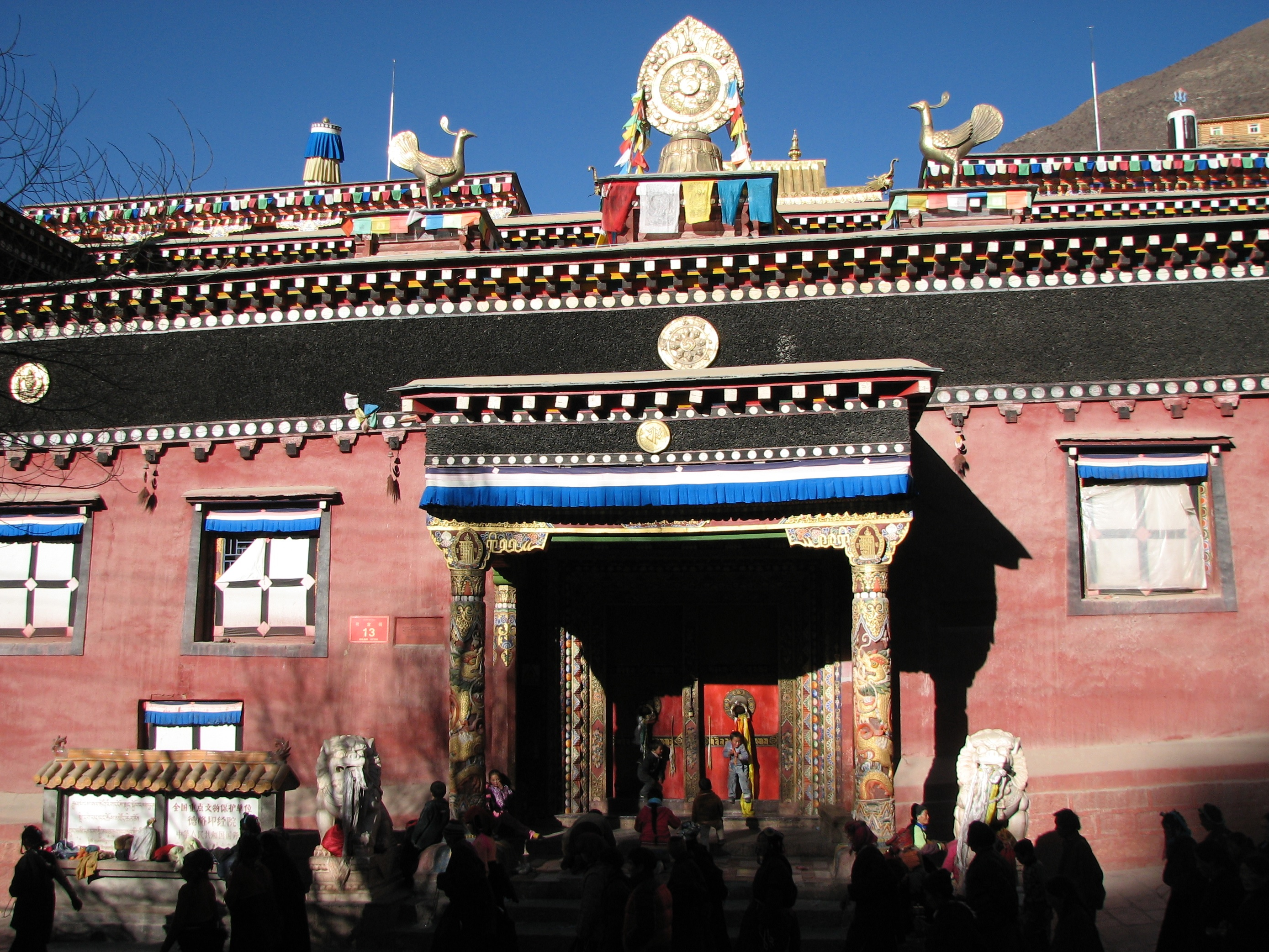
Imprimerie de Dergué

Dergué est célèbre pour son imprimerie, fondée en 1729 par Tenpa Tsering (Dengbazeren), 12e tusi de Dergué. Elle est l’une des trois plus importantes imprimeries tibétaines, où le Kanjur, collection des textes attribués au Bouddha, et le Tanjur, collection des commentaires sur les paroles du Bouddha, sont imprimés sur des blocs en bois depuis le début du XVIIIe siècle.
Le monastère de Derge Gonchen est lui aussi situé dans le centre-ville.

## Personnalités
Le roi Gesar de Ling y serait né. Dilgo Khyentse Rinpoche et Nyoshul Khen Rinpoche y sont nés.